# Sylvette Cabrisseau
Sylvette Cabrisseau, née en 1949 en Martinique, est une speakerine, romancière, actrice et chanteuse française.
En 1969, elle est la première speakerine noire de la télévision française. Sa carrière à la télévision tourne court dès 1970, notamment en raison d'une inculpation pour coups et blessures.

## Biographie

### Carrière à la télévision
Sylvette Cabrisseau est animatrice radio et télévision à la Martinique quand le directeur de la régionalisation[pas clair] lui conseille de venir tenter sa chance à Paris où elle arrive le 9 mai 1968. Elle est alors engagée comme speakerine à RTL. 
En 1969, à l'issue d'un concours, elle intègre l'ORTF où elle présente pour la première fois les programmes le 22 mars 1969.
En 1970, elle enregistre le 45 tours Tchou-tchou-ki, version chantée d'une danse populaire déjantée[pas clair] de l'époque. 

### L'affaire judiciaire de 1970
En mai 1970, elle mord trois agents de police qui, pour des raisons de sécurité, ont voulu l'empêcher de passer à pied avenue Kléber où se tient la conférence pour la paix au Vietnam. Elle passe quatre heures en garde à vue. Les trois agents sont conduits à la Maison de santé des gardiens de la paix. Elle est inculpée pour coups et blessures.

### Activités ultérieures
Elle se serait ensuite reconvertie dans la gestion de maisons d'hôtes à Londres.
Elle a tourné avec Jacques Martin.
Elle est aussi l'auteur de trois romans publiés de 1970 à 1972.
Elle a également posé nue.[réf. nécessaire]

## Hommages
Gisèle Pineau lui rend hommage dans son roman L'exil selon Julia.

## Filmographie
- 1973 : Le Mariage à la mode de Michel Mardore
- 1973 : Juliette et Juliette de Remo Forlani

## Discographie
- Tchou Tchou Ki [8]
- Je Vis Comme Je Vis / Paco Paquito

## Publications
- 1970 : Folie noire, Presses de la Cité
- 1971 : Panthères noires, Presses de la Cité
- 1972 : Magie noire, Presses de la Cité